# Mianwali
Mianwali – miasto w Pakistanie, w prowincji Pendżab. W 2017 roku liczyło 118 883 mieszkańców.